# Røgforgiftning
Røgforgiftning er den primære dødsårsag for ofre i brændende bygninger. Indånding fra gasbrande eller meget sort røg, kan resultere hoste, røg i lungerne og i værste tilfælde død.
Røg fra en bygningsbrand kan opdages rimeligt effektivt og tidligt med en korrekt installeret røgalarm, hvilket kan tillade folk der opholder sig inden døre enten at bekæmpe eller begrænse branden  og dermed mindske udviklingen af røg, forlade bygningen i tide eller at tage forholdsregler mod indånding af røg, og dermed nedsætte risikoen for eller alvorligheden af en røgforgiftning. 
 Der er for få eller ingen kildehenvisninger i denne artikel, hvilket er et problem. Du kan hjælpe ved at angive troværdige kilder til de påstande, som fremføres i artiklen.

| Sygdom | Spire Denne artikel om sygdom er en spire som bør udbygges. Du er velkommen til at hjælpe Wikipedia ved at udvide den. |